# Dichelacera unifasciata
Dichelacera unifasciata är en tvåvingeart som beskrevs av Macquart 1838. Dichelacera unifasciata ingår i släktet Dichelacera och familjen bromsar. Inga underarter finns listade i Catalogue of Life.